# Váralmás község
Váralmás község (románul: Comuna Almașu) község Szilágy megyében, Romániában. Központja Váralmás, beosztott falvai Almásnyíres, Bábony, Cold, Farnas, Kiskökényes, Kispetri, Sztána, Zsobok.

## Népessége
A 2011-es népszámlálás adatai alapján a község népessége 2237 fő volt.